# 舞鶴港とれとれセンター

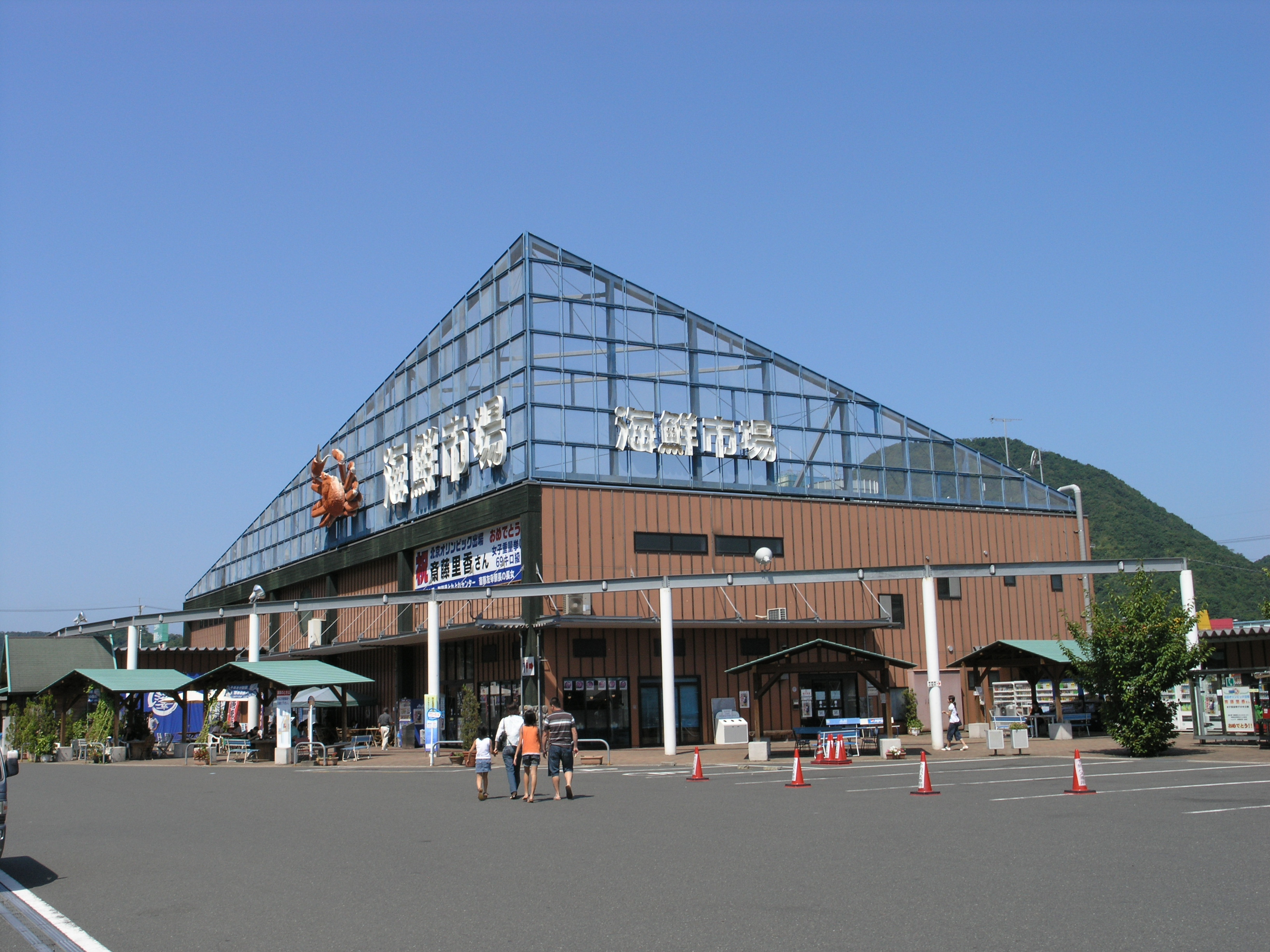
舞鶴港とれとれセンタ「海鮮市場」
（2008年8月撮影）

舞鶴港とれとれセンター（まいづるこうとれとれセンター）は、京都府舞鶴市にある舞鶴漁港で水揚げされた魚介類や、丹後地方の名産品を販売する観光施設。隣接する道の駅舞鶴港とれとれセンターでは、交通情報なども提供している。

## 概要
京都府内最大の水産基地として日本海の豊富な海の幸を提供している舞鶴港に位置している。センター内では魚介類の他にも地元でとれる野菜や土産などを販売している。
2013年（平成25年）の年間利用者数は776,380人。

## 施設
- 海鮮市場
- i-cafe（道の駅）
- 食鮮処 一蔵
- レストランととや
- 魚なみ

## 道の駅舞鶴港とれとれセンター
2002年（平成14年）8月13日に、道の駅舞鶴港とれとれセンターとして道の駅に登録され、道路情報施設や休憩施設としても機能している。2015年1月に重点道の駅候補に選定された。

### 施設
- 駐車場
  - 普通車：75台（全体200台）
  - 大型車：8台
  - 身障者用：4台
- トイレ（いずれも24時間利用可能）
  - 男：大 5器、小 19器
  - 女：16器
  - 身障者用：1器
- 公衆電話：2
- ファーマーズマーケット道の駅「あぐり」
- 観光案内・喫茶「i-cafe」

## アクセス
- 国道175号
- JR西日本 舞鶴線 西舞鶴駅または京都丹後鉄道宮舞線 四所駅下車徒歩約35分
- 京都交通 大江線 舞鶴港とれとれセンター前下車すぐ
- 京都交通 高速バス 舞鶴営業所下車徒歩約15分